# Trimetazidin
Trimetazidin ist ein Arzneistoff zur Langzeitbehandlung von Angina pectoris. Daneben ist es zur symptomatischen Begleitbehandlung von Schwindel (Vertigo) und Tinnitus sowie zur Begleitbehandlung gefäßbedingter Verschlechterungen der Sehschärfe und Gesichtsfeldstörungen angezeigt. Zudem wird Trimetazidin als leistungssteigernde Substanz im Leistungssport zu Dopingzwecken genutzt.

## Gewinnung und Darstellung
Trimetazidin kann in einer mehrstufigen Synthese beginnend mit der Reaktion von 1,2,3-Trimethoxybenzol mit Paraformaldehyd und Chlorwasserstoff gewonnen werden.

## Wirkweise
Trimetazidin hemmt die β-Oxidation von Fettsäuren, indem es die langkettige 3-Ketoacyl-CoA-Thiolase blockiert. Dadurch wird die Glukoseoxidation verstärkt. Dies führt zu einer besseren Nutzung von Sauerstoff bei der Bereitstellung von Energie durch die aerobe Glykolyse. Damit ist auch eine erhöhte Toleranz gegenüber Belastungen verbunden, weshalb die Substanz als Dopingmittel eingestuft ist. Trimetazidin vermag Anginaanfälle zu reduzieren und die Lebensqualität von Patienten mit koronarer Herzkrankheit zu verbessern. Es wird als Zusatzbehandlung zu anderen Medikamenten, wie Betablockern oder Nitroglycerin, eingesetzt, um die Symptome zu kontrollieren und das Risiko von Herzinfarkten zu verringern.